# Bengt Nilsson
Nils Bengt Nilsson (Härnösand, 17 febbraio 1934 – Solna, 11 maggio 2018) è stato un altista svedese.

## Biografia
Il suo miglior risultato in carriera è stata la medaglia d'oro ai Campionati europei di Berna 1954.